# Kang Eun-gyo
Kang Eun-gyo (en hangeul : 강은교), née le 13 décembre 1945 à Hongwon dans le Hamgyong du Sud, est une poétesse coréenne, professeur émérite à l'Université Dong-a. 

## Biographie
Kang Eun-gyo est née le 13 décembre 1945 à Hongwon dans la province de Hamgyeong du Sud. Elle a grandi à Séoul et a suivi sa scolarité au collège et au lycée pour filles de Gyeonggi. Elle obtient une licence d'anglais puis un doctorat en littérature coréenne à l'université Yonsei. Elle se marie et a une fille. Elle fait ses débuts littéraires avec la publication de La nuit des pèlerins (Sullyeja-ui bam), qui lui permet de remporter le Prix du Nouvel Écrivain, organisé par la revue Sasanggye (Monde de Pensées). Elle a fait partie du groupe qui a publié Les années soixante-dix (Chilsimnyeondae) avec notamment Kim Hyeong-yeong, Yoon Sang-gyu, Lim Jeong-nam et Jung Hui-seong. Elle est actuellement professeure de littérature à l'université Dong-a. Ses recueils de poèmes les plus connus sont : Maison du vide (Heomu jip), Journal d'une indigente (Binja ilgi), Maison du bruit (Sori jip), Rivière pourpre (Bulgeun gang), Chanson du vent (Baram norae), Chanson de la tristesse (Seulpeun norae) et Lettre dans le mur (Byeoksogui pyeonji). Elle a aussi été récompensée du prix de l'Auteur coréen et du prix de littérature contemporaine (Hyundae Munhak).

## Œuvre
Dans ses premiers travaux, Kang teinte ses récits d'un certain nihilisme pour parvenir finalement à libérer sa pensée de toute contrainte. En réponse aux atteintes à la liberté et aux droits de l'homme durant les années soixante en Corée, elle écrit de nombreux poèmes en opposition à ces entraves aux droits les plus fondamentaux, ce qui lui vaut d'être associée au mouvement des "poètes du peuple".
Elle fait partie des poètes lyriques de Corée (par opposition avec le mouvement "ontologique"), tout comme Heo Young-ja, Chung Jin-kyu, Lee Keun-bae, Kim Huran, Oh Tak-bon, Yoo An-jin, Kim Jong-hae, Lee Ga-rim, etc.
Brin d'herbe (Pullip) est représentatif de l'écriture de Kang en contraste avec les machinations humaines qui visent à la séparation des communautés. Son travail récent, moins sombre et moins dramatique que ses premières œuvres, bien que toujours ancré dans les problèmes sociétaux plus récents, contient davantage de notes d'optimisme sur l'avenir . 

## Distinctions
- 1968: Prix du nouvel écrivain Sasanggye
- 1975 : Prix de l'Auteur coréen
- 1992 : Prix de littérature contemporaine (Hyundae Munhak)
- 2006 : Prix Jeong Ji-yong pour le poème 너를 사랑한다[5]
- 2011 : Prix de poésie Yousim [6]